# 紅加侖
紅加侖（学名：Ribes rubrum），又稱红醋栗、红茶藨子，是醋栗科的小型灌木，原產於法國至波蘭之間，現因人工栽植遍佈全歐洲。其成熟果实为紅色或白色透亮之小浆果，内富含维生素C、花青素。果實可生食，紅色品種的酸味較白色品種強。果實亦可加工做果汁、果醬、果凍、果酒等。人工栽種的紅加侖可採用扦插繁殖。